# Elisabet Höglund
Elisabet Höglund, född 29 augusti 1944 i Göteborg, är en svensk politisk journalist, bloggare, författare, konstnär och tidigare tävlingscyklist med framgångar både på nationell och internationell nivå. Hon var 1983–2008 anställd på SVT som arbetsmarknadsreporter, ekonomireporter, politisk reporter och utrikeskorrespondent, och övergick sedan till frilansverksamhet.

## Biografi

### Tävlingscyklist
Elisabet Höglund är före detta tävlingscyklist och vann SM-guld i cykel 1971 och 1972. Hon representerade IK Ymer i Borås för vilka hon även vann SM-guld i lag 1971, 1972 och 1973. De två första åren vann hon lagguldet tillsammans med Meeri Bodelid och Monica Bengtsson. 1973 vann hon lagguld tillsammans med Marja-Leena Andersson (f.d. Huhtiniemi) och Solvej Carlsson.
Elisabet Höglund representerade svenska damcykellandslaget under perioden 1970–1975. Hon deltog bland annat på VM i Gap i Frankrike år 1972 där hon slutade på en 17:e placering, samt i VM i Barcelona i Spanien där hon slutade på 21:a plats.

### Journalist
Höglunds journalistiska bana började 1970 på lokaltidningen Västgöta-Demokraten i Borås. 1977 flyttade hon till Stockholm, där hon började arbeta som biträdande pressombudsman på LO. Mellan 1981 och 1983 arbetade hon på Veckans Affärer som arbetsmarknadsreporter och värvades 1983 till Sveriges Televisions Aktuellt som arbetsmarknadsreporter. 1987 flyttade hon över till Rapport, där hon arbetade som ekonomireporter och politisk reporter fram till sommaren 1996, då hon tillträdde tjänsten som Europakorrespondent för Rapport i Bryssel. År 2000 återvände hon till Sverige och började arbeta på Rapport och Aktuellt igen. Under åren som Europakorrespondent bodde Höglund tillsammans med sin make i Waterloo. Hon har även arbetat med andra SVT-program, till exempel Uppdrag granskning, Reportrarna och Studio 24.
Sommaren 2008 arbetade Höglund som korrespondent i Mellanöstern, med placering i Amman. Därefter slutade Höglund på SVT efter över 25 år och har därefter arbetat som frilansjournalist.
Elisabet Höglund arbetade under sommaren 2009 på Sveriges Radios kanaler P1 och P4, bland annat som programledare för Ring P1 och som intervjuare i P4-programmet Elisabet Höglund möter …. Höglund var under 2008–2009 krönikör på Expressen. Mellan 2009 och 2014 var hon verksam som kolumnist på Aftonbladet.
Under hösten 2009 och vintern 2010 arbetade Elisabet Höglund som programledare i TV4-programmet Förkväll.
Höglund har beklagat det hon upplever vara ett kunskapsförakt som hon menar har präglat Sverige sedan mitten av 1980-talet i skolan, i samhället i övrigt, och inte minst i medievärlden.

### Konstnär och författare
Vid sidan av sitt journalistiska arbete verkar Höglund både som konstnär och författare. Hon har hittills skrivit sex böcker och har under stora delar av sitt liv arbetat som konstnär. Två av böckerna är riktade främst till kvinnor.
Den 12 oktober 2010 kom hon ut med sin självbiografi, En kvinna med det håret kan väl aldrig tas på allvar. I boken gör hon upp med hela sitt liv, alltsedan hon vid knappt fyra års ålder vistades på barnhem och blev svårt mobbad där. Mobbningen fortsatte fram till dess hon fyllde sexton år.  
Elisabet Höglund har målat i olja sedan tolvårsåldern och har haft närmare 70 konstutställningar på olika platser i Sverige, bland annat i Stockholm, Göteborg, Västerås, Landskrona, Tällberg, Kungsbacka med mera.

### Medverkan i TV-underhållning
Under vintern 2009 deltog Höglund i TV4:s Let's dance där hon dansade med Tobias Karlsson och kom på 4:e plats. 
Hon har tävlat i På spåret tillsammans med Jesper Rönndahl. I säsong 24 som sändes 2013/2014 förlorade de i finalen. I säsong 25 som sändes 2014/2015 vann paret i finalen mot Filip Hammar och Fredrik Wikingsson med 32–26. De försvarade vinsten säsong 26 genom att vinna finalen mot Göran Hägglund och Anna Ekström med 39–31. De vann även 2018 och tävlade igen 2019. Höglund och Rönndahls bästa match, poängmässigt, var i semifinalen av säsongen 2015/2016 då de samlade ihop 51 poäng i semifinalen mot Louise Epstein och Thomas Nordegren, vilket är ett av de bästa resultaten genom tiderna.
Hon var en av deltagarna i Hela kändis-Sverige bakar 2017 i TV4.

## Familj
Höglund är dotter till posttjänstemannen Ernst Freddy Höglund och Karin, född Gustafsson och växte upp i Sävedalen i Partille kommun. Hon är gift med Bosse Karlsson, byggnadsingenjör, murare och snickare.

## Utmärkelser
Elisabet Höglund har under sin journalistiska karriär mottagit flera journalistpriser. År 1985 tilldelades hon priset som Sveriges bästa arbetsmarknadsreporter av Svenska Kommunalarbetareförbundet, 1990 tilldelades hon Rapport-redaktionens jubileumspris, och 2001 tilldelades hon Föreningen Skogs- och Lantbruksjournalisters Stora Pris för sina engagerande reportage om djurvård, plågsamma djurtransporter och djurmisshandel.
I november 2009 mottog Elisabet Höglund tidningen Resumés utmärkelse Guldkrattan och i februari 2010 utsågs Elisabet Höglund till Årets Mappie 2009 av Amelia Adamos tidning M-Magasin. Årets Mappie utdelas till den kvinna, som under det gångna året varit den främsta förebilden och den främsta inspiratören för kvinnor över 50 år.
Under vintern 2010 nominerades Elisabet Höglund också till Årets TV-personlighet av Stockholmssajten Finest.se.